# Yosef Klausner

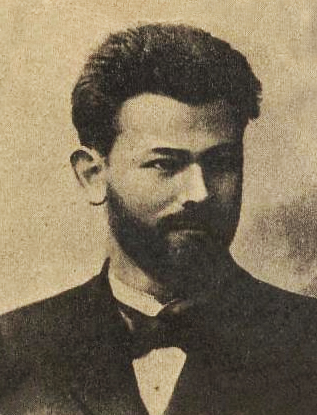
Yosef Klausner, fotografie din ca.1910

Yossef Ghedalya Klausner (în ebraică יוסף גדליה קלוזנר, numele său de familie este transcris Klozner; n. 14 august 1874, Valkininkai⁠(d), gubernia Vilna, Imperiul Rus – d. 27 octombrie 1958, Ierusalim, Israel) a fost un istoric, publicist și critic literar israelian, originar din Lituania.
A fost profesor de literatura ebraică la Universitatea ebraică din Ierusalim și redactor șef al Enciclopediei Ebraice. 
A fost din tinerețe militant al cauzei sioniste, devenind un adept al curentului sionist revizionist. În 1949, la primele alegeri din Knesset pentru funcția de președinte al Israelului, a candidat din partea opoziției naționaliste, pierzând în fața lui Haim Weizmann.

## Biografie
Yosef Ghedalya Klausner s-a nascut in 1874 in localitatea Olkeniki din Lituania, pe atunci parte a Imperiului Rus.
Dupa ce a absolvit Universitatea din Heidelberg, a condus Noul Seminar pedagogic ebraic din Odesa.
În anul 1919 a emigrat în Palestina (sub mandat britanic) pe bordul vaporului „Ruslan”, alături de numeroase alte personalități ilustre, între care poeta Rahel Bluwstein. 
Odata ajuns în patria istorică, Klausner s-a consacrat unei prodigioase activități știintifice
în domeniul literaturii ebraice și al istoriei religiilor, în particular - al istoriei mesianismului.
S-a numărat printre fondatorii Universității Ebraice din Ierusalim în anul 1925, unde a fost primul șef al catedrei de literatura ebraică. Dorința sa era de fapt de a conduce catedra de istorie a evreilor, dar după unele surse, i s-au pus obstacole din cauza eseului său despre Iisus Hristos.
În anul 1944 și-a implinit năzuința și a devenit șeful catedrei de istoria peroadei Celui de-al Doilea Templu, catedra care îi va purta, în viitor, numele.
Yosef Klausner a redactat intre anii 1903-1927 revista ebraică Hashiloah.
Eset cunoscut rolul său în mișcarea pentru reînvierea limbii ebraice vorbite și i se datorează unele inovații lexicale precum cuvintele Iparon (creion),Yarhon (mensual) sau Hultzá (bluză)
Yosef Klausner a fost unchi din partea tatălui al scriitorului israelian Amos Oz.

## Premii și distincții
- 1941,1949 - de două ori - premiul Bialik pentru gândire evreiască
- 1958 - Premiul Israel, premiul de stat al Israelului pentru științe iudaice (iudaistică)

## In memoriam
- Catedra de istorie a perioadei celui de al Doilea Templu la Universitatea Ebraica îi poarta numele
- 1982 Poșta israeliană a emis o marcă poștală cu portretul său
- străzi din orașele israeliene îi poartă numele

## Cărți
A scris circa 200 cărți, dintre care mai cunoscute sunt:
- Cu ce să începem? în chestiunea înființării Universității Ebraice la Ierusalim' (Bame nathil? Lisheelat issud Universita Ivrit birushalaiym), Odesa, 1913
- Iisus din Nazaret: epoca, viața și învățătura sa (Yeshu Hanotzrí:zmanó, hayav vetorató), Ierusalim, 1922
- Țara Israelului în zilele celui de al Doilea Templu (Eretz Israel bimey Baiyt Shení), Ierusalim, 1927
- În zilele celui de-al Doilea Templu: cercetări în istoria celui de-al Doilea Templu, Ierusalim, 1954
- Iudaism și umanism: culegere de articole, Ierusalim 1955,
- Istoria noii literaturi ebraice, Ahiasaf, Ierusalim, 1960